# Grebenje
Grebenje este o localitate din comuna Ribnica, Slovenia, cu o populație de 12 locuitori.